# Сепарабелно пространство
Сепарабелно пространство е топологично пространство, което съвпада със затворената обвивка на някое свое изброимо собствено подмножество.

## Формално определение
Нека {\displaystyle {\mathcal {X}}} е топологично пространство и {\displaystyle A\subset {\mathcal {X}},\,A\neq \varnothing } е някое негово изброимо подмножество. Затворена обвивка {\displaystyle {\bar {A}}} на {\displaystyle A\,} е най-малкото затворено множество от {\displaystyle {\mathcal {X}}}, съдържащо {\displaystyle A\,}. Пространството {\displaystyle {\mathcal {X}}} е сепарабелно, ако {\displaystyle {\mathcal {X}}={\bar {A}}}.
Еквивалентно, {\displaystyle {\mathcal {X}}} е сепарабелно, ако съществува редица от точки {\displaystyle \{x_{i}\}_{i=1}^{\infty },\,x_{i}\in {\mathcal {X}}}, такава че всяко непразно отворено подмножество на {\displaystyle {\mathcal {X}}} съдържа поне една точка от редицата. Може да се докаже също, че едно пространство е сепарабелно ако притежава изброима база.